# Canada aux Jeux paralympiques
Le Canada a participé pour la première fois aux Jeux paralympiques lors des Jeux paralympiques d'été de 1968 à Tel Aviv. Le Canada a participé aux premiers Jeux paralympiques d'hiver de 1976 à Örnsköldsvik. Depuis, la délégation canadienne a été présente à toutes les éditions des Jeux paralympiques.
Le Canada a accueilli les Jeux paralympiques deux fois, une première fois durant l'été 1976 à Toronto, et une seconde fois durant l'hiver 2010 à Vancouver.
Le meilleur résultat du Canada est lors des Jeux paralympiques d'été de 1984 avec une récolte de 238 médailles comptant 87 médailles d'or, 82 médailles d'argent et 69 médailles de bronze les plaçant au quatrième rang. Malgré cette récolte importante, leur meilleur classement est aux Jeux paralympiques d'été de 2004 à Athènes avec une troisième position (72 médailles).
La délégation canadienne obtient son meilleur résultat aux Jeux paralympiques d'hiver de PyeongChang en 2018. Celle-ci remporte 28 médailles (huit d'or, quatre d'argent et seize de bronze) la classant deuxième au classement des médailles.
Les athlètes canadiens les plus médaillés aux Jeux paralympiques, avec tous deux une récolte de 21 médailles, sont Michael Edgson et Chantal Petitclerc.

## Historique
À ses premiers Jeux paralympiques d'été de 1968, le Canada remporte 19 médailles grâce à une délégation de 25 athlètes. Cette participation a été possible grâce à l'implication du chirurgien orthopédique Robert Jackson. Ses efforts seront récompensés en 1976 par l'organisation de Jeux à Toronto qui sont aujourd'hui connus comme les cinquièmes Jeux paralympiques. Ce sont les premiers jeux à inclure les athlètes amputés et ceux ayant une déficience visuelle. Après ces jeux, le gouvernement du Canada attribue des fonds pour développer la participation sportive des personnes en situation de handicap.

## Bilan global

### Total Jeux paralympiques d'été
|                                     |     |     |     |      | Rang |
| ----------------------------------- | --- | --- | --- | ---- | ---- |
| Tel Aviv 1968                       | 6   | 6   | 7   | 19   | 12e  |
| Heidelberg 1972                     | 5   | 6   | 8   | 19   | 13e  |
| Toronto 1976                        | 25  | 26  | 26  | 77   | 6e   |
| Arnhem 1980                         | 64  | 35  | 31  | 130  | 4e   |
| New York 1984 Stoke Mandeville 1984 | 87  | 82  | 69  | 238  | 4e   |
| Séoul 1988                          | 55  | 42  | 55  | 130  | 4e   |
| Barcelone 1992                      | 29  | 23  | 29  | 81   | 6e   |
| Atlanta 1996                        | 24  | 21  | 24  | 69   | 7e   |
| Sydney 2000                         | 38  | 35  | 25  | 98   | 3e   |
| Athènes 2004                        | 28  | 19  | 25  | 72   | 3e   |
| Pékin 2008                          | 19  | 10  | 21  | 50   | 7e   |
| Londres 2012                        | 7   | 15  | 9   | 31   | 20e  |
| Rio 2016                            | 8   | 10  | 11  | 29   | 14e  |
| Tokyo 2020                          | 5   | 10  | 6   | 21   | 23e  |
| Paris 2024                          | 10  | 9   | 10  | 29   | 12e  |
| Total                               | 410 | 349 | 356 | 1115 |      |

### Total Jeux paralympiques
|                            |     |     |     | T    |
| -------------------------- | --- | --- | --- | ---- |
| Jeux paralympiques d'été   | 410 | 349 | 356 | 1115 |
| Jeux paralympiques d'hiver | 60  | 53  | 90  | 203  |
| Total                      | 499 | 398 | 443 | 1340 |